# Antonín Sochor
Antonín Sochor (ur. 16 lipca 1914 w Lohbergu k. Dortmundu, zm. 16 sierpnia 1950) – czechosłowacki wojskowy, Bohater Związku Radzieckiego (1943).

## Życiorys
Był synem górnika z Czech pracującego w Niemczech, w 1918 wrócił z rodziną do Czechosłowacji, od 1936 służył w czechosłowackiej armii. Po zajęciu Czech i Moraw przez III Rzeszę, w celu uniknięcia wywózki na przymusowe roboty do Niemiec w 1939 wyemigrował do Polski, gdzie w sierpniu 1939 wstąpił do Czechosłowackiego Legionu Ochotniczego, a po agresji ZSRR na Polskę we wrześniu 1939 został internowany przez Armii Czerwoną, przebywał w obozach dla internowanych w ZSRR. 
W lutym 1942 jako jeden z pierwszych wstąpił do 1 Czechosłowackiego Samodzielnego Batalionu Polowego sformowanego z czechosłowackich ochotników pod dowództwem Ludvíka Svobody w Buzułuku, w marcu 1943 jako dowódca plutonu wziął udział w pierwszej walce tego batalionu z Niemcami k. wsi Sokołowa w obwodzie charkowskim, 5 listopada 1943 jako dowódca kompanii karabinów maszynowych w stopniu porucznika wyróżnił się w bitwie o Kijów, 1944-1945 uczestniczył w operacji żytomiersko-berdyczowskiej i korsuń-szewczenkowskiej, a także karpacko-dukielskiej 1 Czechosłowackiego Korpusu Armijnego w składzie 1 Frontu Ukraińskiego. 14 września 1944 został ciężko ranny w walkach w Karpatach. W grudniu 1944 został szefem wydziału sztabu korpusu, później brał udział w operacji morawsko-ostrawskiej i praskiej.
Po wojnie kontynuował służbę w czechosłowackiej armii, w 1947 ukończył Wojskową Akademię Czechosłowacji i został oficerem sztabu 1 Dywizji Piechoty, a w 1948 Sztabu Generalnego Czechosłowackiej Armii Ludowej. W 1949 został wykładowcą szkoły wojskowej w Milovacu. Zginął w wypadku samochodowym. Jego imieniem nazwano ulice w Buzułuku i Charkowie.

## Awanse
- podporucznik (1942)
- porucznik (1 października 1943)
- kapitan (1945)
- major (1947)
- podpułkownik (1 lipca 1950)
- generał major (pośmiertnie, 6 października 1955)

## Odznaczenia
- Czechosłowacki Wojskowy Order Lwa Białego „Za zwycięstwo”
- Order Czerwonego Sztandaru
- Krzyż Wojenny Czechosłowacki 1939 (czterokrotnie)
- Czechosłowacki Medal za Odwagę w Obliczu Nieprzyjaciela
- Medal Za Zasługi II klasy
- Medal Za Ojczyznę 1939-1945
- Sokołowski Medal Pamiątkowy
- Dukielski Medal Pamiątkowy
- Złota Gwiazda Bohatera Związku Radzieckiego (ZSRR, 21 grudnia 1943)
- Order Lenina (ZSRR, 21 grudnia 1943)
- Order Czerwonego Sztandaru (ZSRR, 17 kwietnia 1943)
- Medal za Zwycięstwo nad Niemcami w Wielkiej Wojnie Ojczyźnianej 1941-1945 (1945)
- Medal za Wyzwolenie Pragi (1945)
- Krzyż Srebrny Orderu Virtuti Militari (Polska)
- Order Korony Rumunii (Rumunia)
- Order Za Zasługi I klasy (Jugosławia)